# ドールズフロントライン オリジナル・サウンドトラック
『ドールズフロントライン オリジナル・サウンドトラック（音楽：Vanguard Sound）』は、2019年7月24日発売のVanguard Soundによる中華人民共和国のサンボーン（上海散爆网络科技有限公司）が開発しているスマートフォンゲーム『ドールズフロントライン』のサウンドトラック・アルバムである。

## 解説

### 収録内容
『ドールズフロントライン オリジナル・サウンドトラック（音楽：Vanguard Sound）』は、全世界1000万DL超えの人気ソーシャルゲーム『ドールズフロントライン』の日本国内では初となる音楽作品。ゲーム内のBGM30曲に加え、AKINO with bless4による2018年冬季イベント「特異点」テーマソング「What Am I Fighting For」の合計31曲を収録。初回限定版はデジパック仕様かつ、ステッカーや壁紙DLコードが封入されるなど豪華な内容になっている。
ブックレットには初回限定盤・通常盤共にVanguard Soundによるセルフライナーノーツや、AKINO with bless4の「What Am I Fighting For」の歌詞と和訳詞を掲載。既に上海でオーケストラコンサートが開催されるほど音楽が支持されている作品だけに、内容満載の力作となっている。

## 収録曲
CD
1. Y2064 [01:59]
2. Day1 [03:22]
3. D.O.L.L [02:02]
4. X5 [02:28]
5. Machines Are Talking [02:12]
6. Safety First.a [02:35]
7. Safety First.b [02:34]
8. Greenlight.a [02:23]
9. Greenlight.b [02:23]
10. Beacon.a [02:16]
11. Beacon.b [02:16]
12. Sentry.a [02:13]
13. Sentry.b [02:13]
14. Make Sense [02:48]
15. Horizon [02:12]
16. Initialize [03:17]
17. For the Record.a [02:20]
18. For the Record.b [02:20]
19. Host .a [02:20]
20. Host .b [02:20]
21. Nihilism.a [02:22]
22. Nihilism.b [02:22]
23. PROUD OF YOU [01:38]
24. Cuty [01:30]
25. Made in Heaven [03:17]
26. Departure [02:41]
27. Black Out [02:08]
28. White Front [02:00]
29. To The TwilighT [01:57]
30. Snowflake [02:07]
31. What Am I Fighting For [04:48]
作詞 - KANASA / 作曲 - Haloweak / 編曲 - B@kamin
歌唱 - AKINO with bless4

合計収録時間 [75分38秒]

## テーマソング
What Am I Fighting For
本作のテーマソングは、「創聖のアクエリオン」や「海色」等、様々なアニメ主題歌で有名なAKINO with bless4が担当している。
AKINO曰く「What Am I Fighting For」は、普段歌っているロック調の曲よりもキーが低いため、いつもと違う雰囲気にしてみようと考えた、ある意味チャレンジの楽曲と述べており、「特に私は歌詞に惹かれましたので、弱気な面も、強気な面も、歌詞の表情により迫れるようにと、自分なりに歌唱法を研究させてもらいました。楽曲全体に悲しい雰囲気が漂っていますが、その中でも希望を失くしてはいない――そういうギャップを歌で印象付けられたらいいなと考え、最初からいきなりガツンといかず切なさを出せるような声色を意識し、自分なりにリズムも変化させたりしました」と答えている。